# Dubthach
Dubthach ['dufθax] („der Dunkle“) ist im Ulster-Zyklus der keltischen Mythologie Irlands der Name eines Kriegers aus Ulster.

## Mythologie
Dubthach, wegen seiner scharfen Zunge mit den Beinamen dael (auch dóel) ulad („Mistkäfer von Ulster“) oder daeltenga (auch dóeltenga) („Mistkäfer-Zunge“) bedacht, ist ein gefürchteter Krieger. Von Celtchar mac Uthechair hat er den Speer Lúin Cheltchair erhalten, der so blutgierig ist, dass er in einem Kessel mit giftiger Brühe abgekühlt werden muss, um seinen Träger nicht zu verbrennen.
In Longas mac nUislenn („Das Exil der Söhne Uislius“) ist Dubthach einer der Bürgen, die König Conchobar mac Nessa zu Deirdre und Naoise sendet, um sie zur Rückkehr zu bewegen. Da der König aber Verrat übt und Naoise ermorden lässt, geht Dubthach zusammen mit den beiden anderen Bürgen, Conchobars Sohn Cormac Conn Longas und Fergus mac Róich voll Zorn nach Connacht zu Ailill mac Máta und Medb, um den Verrat zu rächen. In Táin Bó Cuailnge („Der Rinderraub von Cooley“) kämpft er deshalb gemeinsam mit den Connachtern gegen die Ulter mit ihrem Haupthelden Cú Chulainn.
Im Gedicht über Liamuin (Lyons Hill, County Kildare) der Dindsenchas („Ortsnamentraditionen“) wird folgender Stammbaum Dubthachs angeführt:
Dubthach was son of Fergna noble and fair son of Muredach son of Sinell son of Bregon the famous for victory, son of Oengus, son of Eogan.
Das Gegenteil des streitlustigen Dubthach ist der stets auf Ausgleich bedachte Dichter und Rechtsprecher (fili) von König Conchobar mac Nessa, Sencha mac Ailella.